# Star Trek IV – Resan hem
Star Trek IV – Resan hem (engelska: Star Trek IV: The Voyage Home) är en amerikansk science fiction-film som hade biopremiär i USA den 26 november 1986, regisserad av Leonard Nimoy. Det är den fjärde Star Trek-filmen, och vi får återigen följa James T. Kirk och hans besättning på rymdskeppet Enterprise. Efter den ganska mörka föregångaren, filmatiserades den fjärde filmen som en lättsam komedi, vilket uppskattades enormt av publiken.

## Rollista
| Skådespelare      | Roll                                   |
| ----------------- | -------------------------------------- |
| William Shatner   | Amiral/Kapten James T. Kirk            |
| Leonard Nimoy     | Kapten Spock                           |
| DeForest Kelley   | Kommendörkapten (Dr.) Leonard McCoy    |
| James Doohan      | Kapten Montgomery Scott                |
| George Takei      | Kommendörkapten Hikaru Sulu            |
| Walter Koenig     | Kommendörkapten Pavel Chekov           |
| Nichelle Nichols  | Kommendörkapten Uhura                  |
| Majel Barrett     | Kommendörkapten (Dr.) Christine Chapel |
| Grace Lee Whitney | Kommendörkapten Janice Rand            |
| Mark Lenard       | Ambassadör Sarek                       |
| Jane Wyatt        | Amanda Grayson                         |
| Catherine Hicks   | Dr. Gillian Taylor                     |
| John Schuck       | Klingonsk ambassadör                   |
| Robert Ellenstein | Federation President                   |
| Brock Peters      | Flottiljamiral Cartwright              |
| Robin Curtis      | Löjtnant Saavik                        |
| Madge Sinclair    | Saratoga Kapten (uncredited)           |
| Kirk Thatcher     | Punkare på buss                        |
| Jim O'Rear        | Stuntman                               |

### Fotnoter
1. ↑  ”Star Trek IV: The Voyage Home” (på engelska). Box Office Mojo. 26 november 1986. http://www.boxofficemojo.com/movies/?id=startrek4.htm. Läst 7 september 2016.